# نورة غولبراندسن
نورة غولبراندسن (بالنرويجية البوكمول: Nora Gulbrandsen)‏ هي رسامة نرويجية، ولدت في 29 ديسمبر 1894 في أوسلو في النرويج، وتوفي بنفس المكان في 14 فبراير 1978.